# Peintures des Facultés
Les Peintures des Facultés, Fakultätsbilder en allemand, réalisées par Gustav Klimt et destinées à orner le plafond du grand hall de l'Université de Vienne sont un ensemble de trois œuvres monumentales réalisées par l'artiste autrichien entre 1894 et 1907. Sous forme d'allégories, ces toiles représentent La Philosophie, La Médecine et La Jurisprudence. Elles sont détruites par la Schutzstaffel lors de l'incendie volontaire du château d'Immendorf en 1945. Ne subsistent plus aujourd'hui, outre des photographies en noir et blanc, que des esquisses préparatoires et un projet de composition peinte pour La Médecine réalisée par Klimt vers 1897-1898. Le panneau central représentant la victoire de la lumière sur les ténèbres et La Théologie furent quant à eux réalisés par son collègue et ami, Franz Matsch.

## Historique
En 1894, l'Université de Vienne souhaite décorer le plafond de son hall d'entrée majestueux dans un bâtiment neuf dessiné par l'architecte Heinrich von Ferstel. Gustav Klimt, fort de ses succès au Burgtheater et au Kunsthistorisches Museum lors de la découverte de ses œuvres monumentales destinées à décorer les deux édifices, se voit confier la réalisation de trois panneaux de 4,3 mètres de haut et de 3 mètres de large.
Les instances académiques souhaitent un plafond d'apparat richement orné à la manière de ce que Gregorio Guglielmi avait réalisé pour les plafonds de l'ancienne université au XVIIe siècle. Les thèmes sont donc imposés et les attentes des commanditaires sont des plus classiques. Il s'agit — c'est le thème du panneau central — d'illustrer la victoire de la lumière sur les ténèbres par l'étude, la sagesse et la science dispensées au sein des quatre facultés de philosophie, de médecine, de droit et de théologie. Gustav Klimt s'occupera des trois premiers  tandis que la théologie et le panneau central sont confiés au peintre Franz Matsch. Les quatre panneaux viendront rehausser les quatre angles de l'œuvre centrale.
Après plusieurs années de travail, Gustav Klimt livre la première toile, il s'agit de l'allégorie de la philosophie. L'œuvre provoque un scandale. Elle est cependant exposée lors de l'Exposition universelle de 1900 à Paris ou, plébiscitée, elle décroche une médaille d'or. Le malaise va croissant l'année suivante, lorsque Klimt livre sa seconde toile, la Médecine. Les corps sont dénudés, les positions lascives. Même les poils pubiens y sont représentés, ils attirent le regard et, dans cette société viennoise du tournant du siècle, cela choque. Le tollé est tel qu'en 1903, les autorités académiques arguant une trop grande disparité de style entre les travaux de Franz Matsch et ceux de Klimt prient ce dernier de rembourser les avances perçues et de reprendre ses toiles,.
Koloman Moser et Erich Loderer, un collectionneur, acquièrent les trois œuvres. La médecine est ensuite exposée à la Österreichische Galerie Belvedere tandis que le baron Wolfgang Bachofen-Echt faisait l'acquisition des deux autres œuvres : La Philosophie et La Jurisprudence. En 1938, lors de l'Anschluss de l'Autriche par l'Allemagne nazie, les toiles sont saisies par l'occupant.

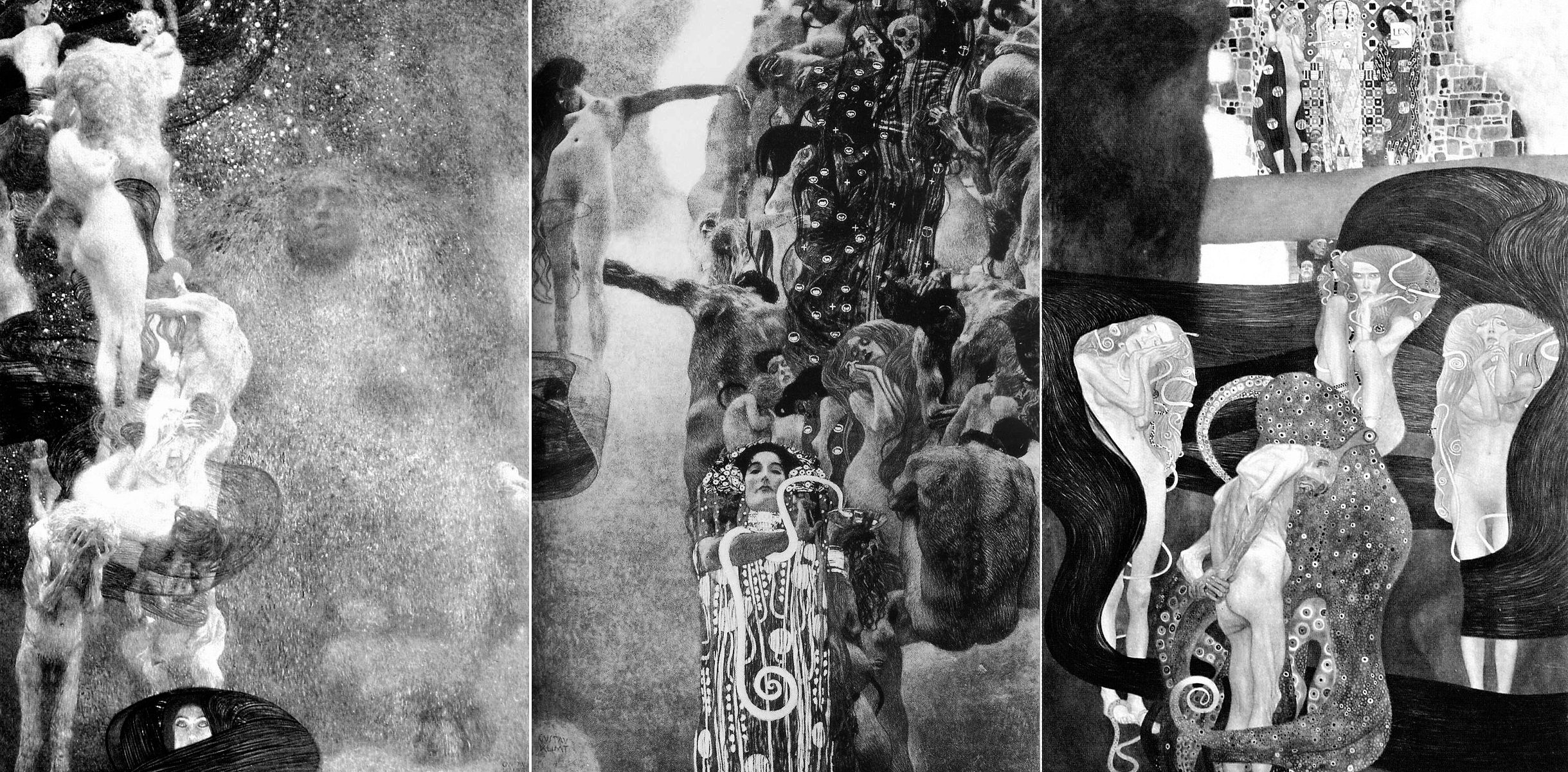
Les trois compositions de Klimt : La Philosophie (1900), La Médecine (1901) et La Jurisprudence (1903-1907).

### Une disparition tragique des œuvres
Le 7 mai 1945, la Wehrmacht en pleine débâcle quitte le château d'Immensdorf (de) à la frontière tchèque. Seule reste une troupe de Schutzstaffel dont la soldatesque s'active à miner les quatre tours de l'imposant château. C'est là que le Führer avait fait entreposer depuis 1942 des dizaines d'œuvres d'art spoliées par les Nazis comme la collection d'August et de Serena Lederer (en) qui étaient très amateurs des œuvres de Gustav Klimt. Les troupes russes arrivent, il ne faut pas que ce patrimoine tombe entre leurs mains. Ils boutent le feu à l'édifice, détruisant à jamais de précieuses œuvres d'art dont 13 toiles et des dizaines de dessins du chef de file de la sécession viennoise dont les trois toiles de La Philosophie, La Médecine et La Jurisprudence. Ces œuvres disparaissent ainsi dans les flammes, brûlant durant la journée du 8 mai 1945, jour de la reddition sans condition du troisième Reich et dans les jours qui suivirent. Les ruines du château ont été ensuite rasées, sans que des fouilles soient organisées. Il est peu probable que des tableaux aient pu être sauvés de l'incendie : leurs dimensions monumentales ont dû empêcher leur sauvetage. Aujourd'hui, il ne reste des œuvres que les dessins préparatoires (visible dans la collection en ligne du musée Albertina à Vienne), quelques photos en noir et blanc et seulement un cliché en couleurs d'un détail de La Médecine.

## La Philosophie

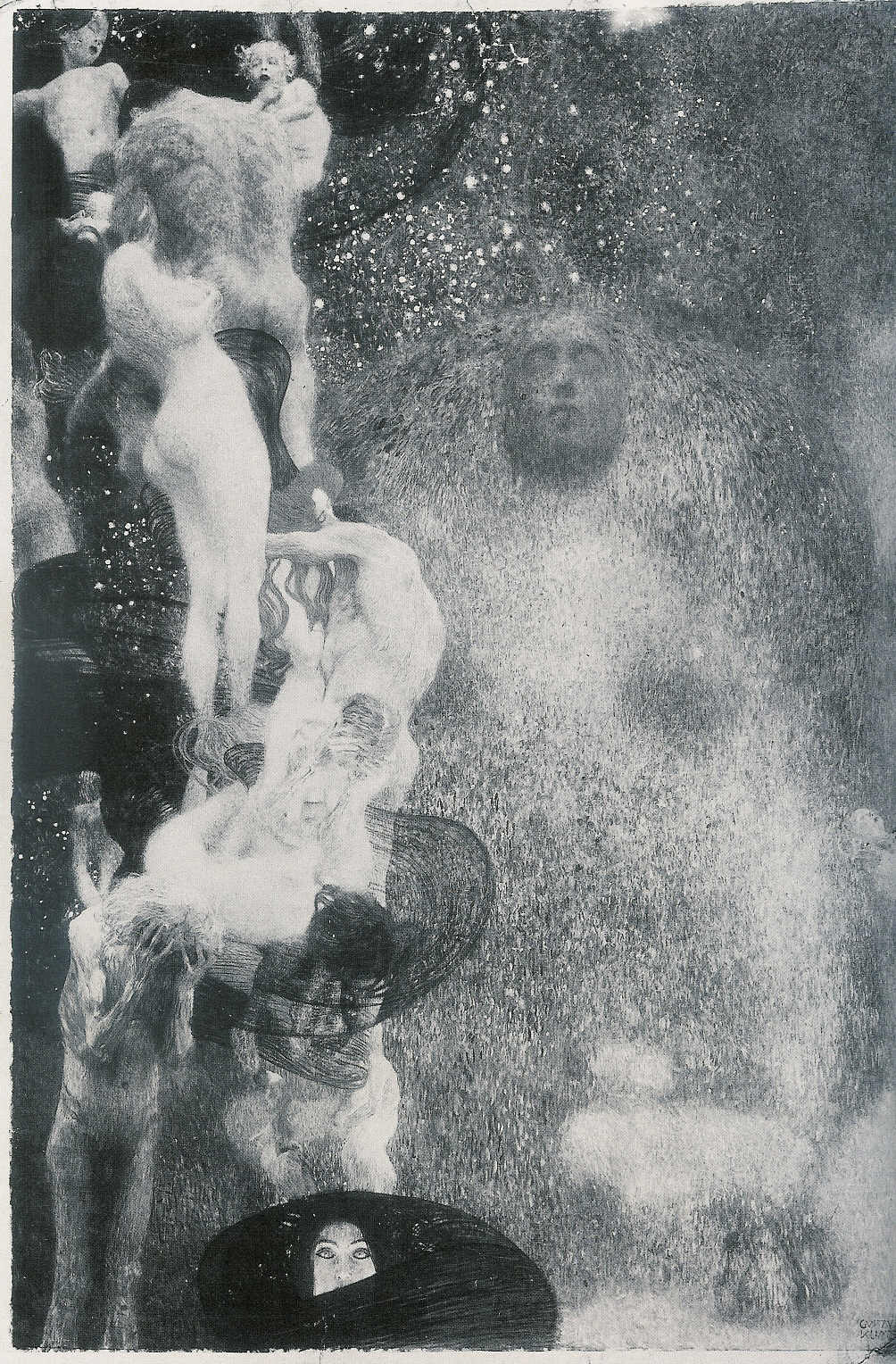
La Philosophie (1900).

Trois années après que Gustav Klimt ait accepté la commande de l'Université de Vienne, il prend une part des plus actives dans la création de la sécession viennoise qui entend lutter contre les académismes et libérer toute démarche artistique de toute contrainte. Klimt présente une œuvre préparatoire de La Philosophie lors du septième salon de la Sécession. L'accueil de la société viennoise est mitigé. Pourtant, à Paris, la même année, lors de l'Exposition universelle de 1900, Klimt est médaillé d'or pour cette même œuvre.
Dans le catalogue de l'exposition, Gustav Klimt décrit son œuvre : 

« Personnages de gauche : l’éveil de la vie, la fertilité, le départ de la vie. À droite, le globe, le mystère du
monde, et un personnage émergeant de la lumière, la Connaissance. »

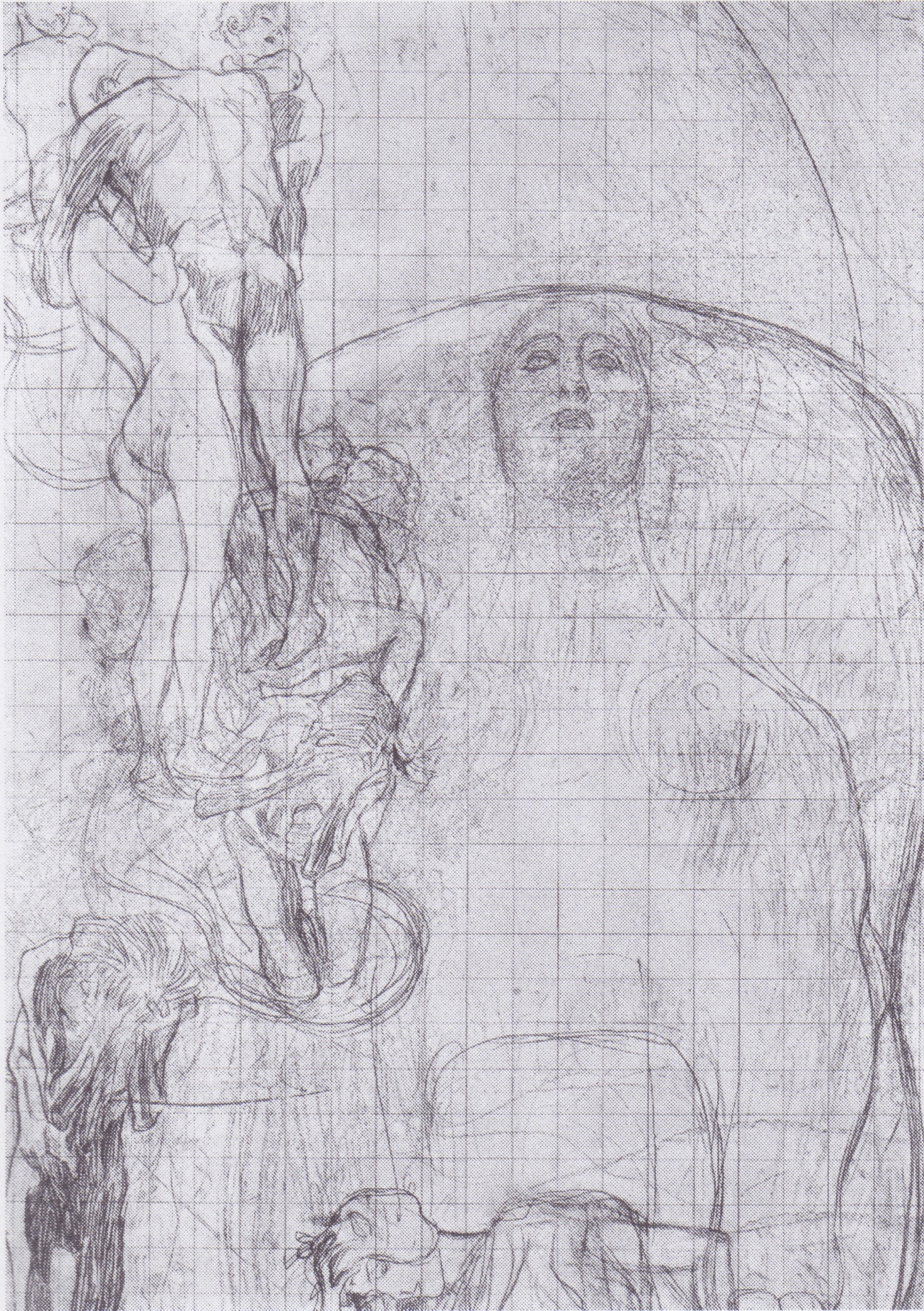
Étude pour La Philosophie de Gustav Klimt, vers 1900.

On y décèle, dans la partie gauche, le cycle de la vie, de la naissance à la mort qui soumet l'homme à son arbitraire. La partie droite propose une issue, émergeant d'un sombre firmament, un visage incertain se détache : la Connaissance.
Pour la première fois, Gustav Klimt y brise un nouveau tabou, celui de la vieillesse nue et décharnée en proie aux souffrances infligées par la mort. Ce thème de la vieillesse sera à nouveau illustré en 1902 dans la Frise Beethoven et dans Les Trois Âges de la femme en 1905.

## La Médecine

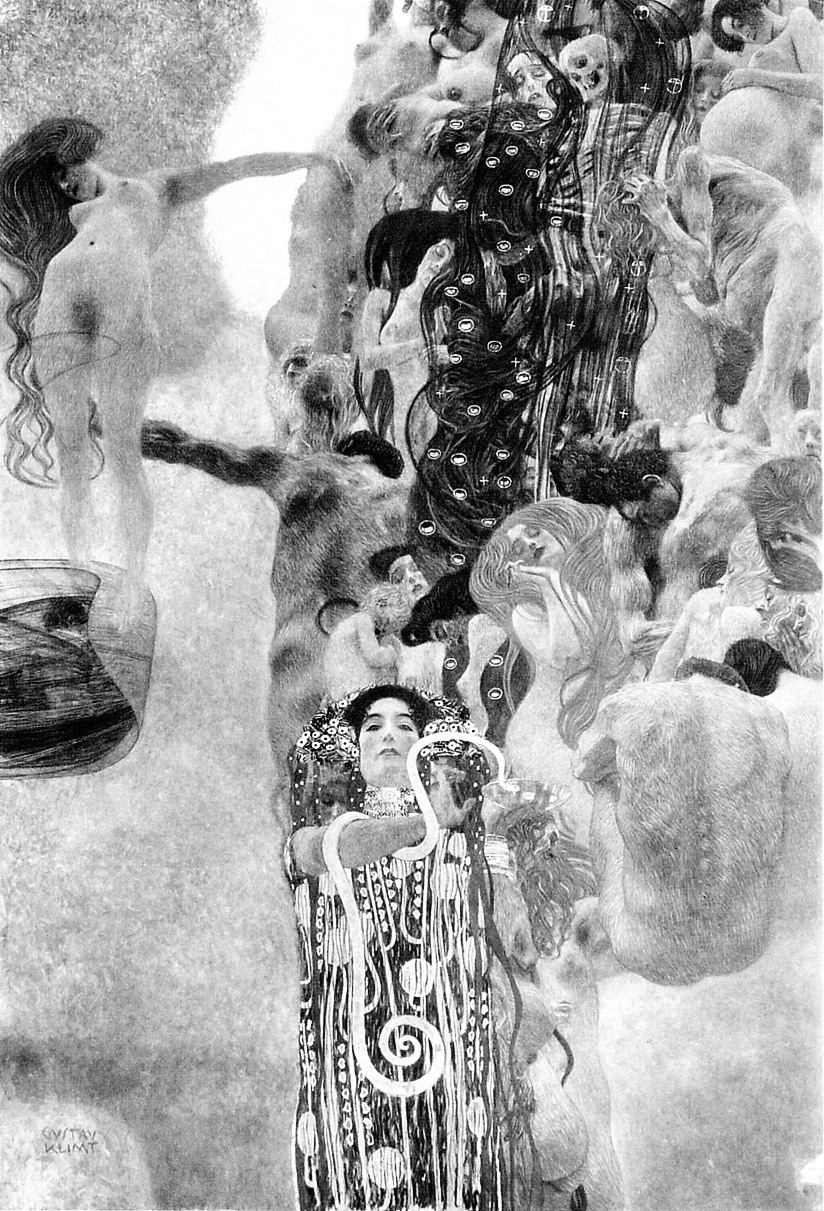
La Médecine (1901).

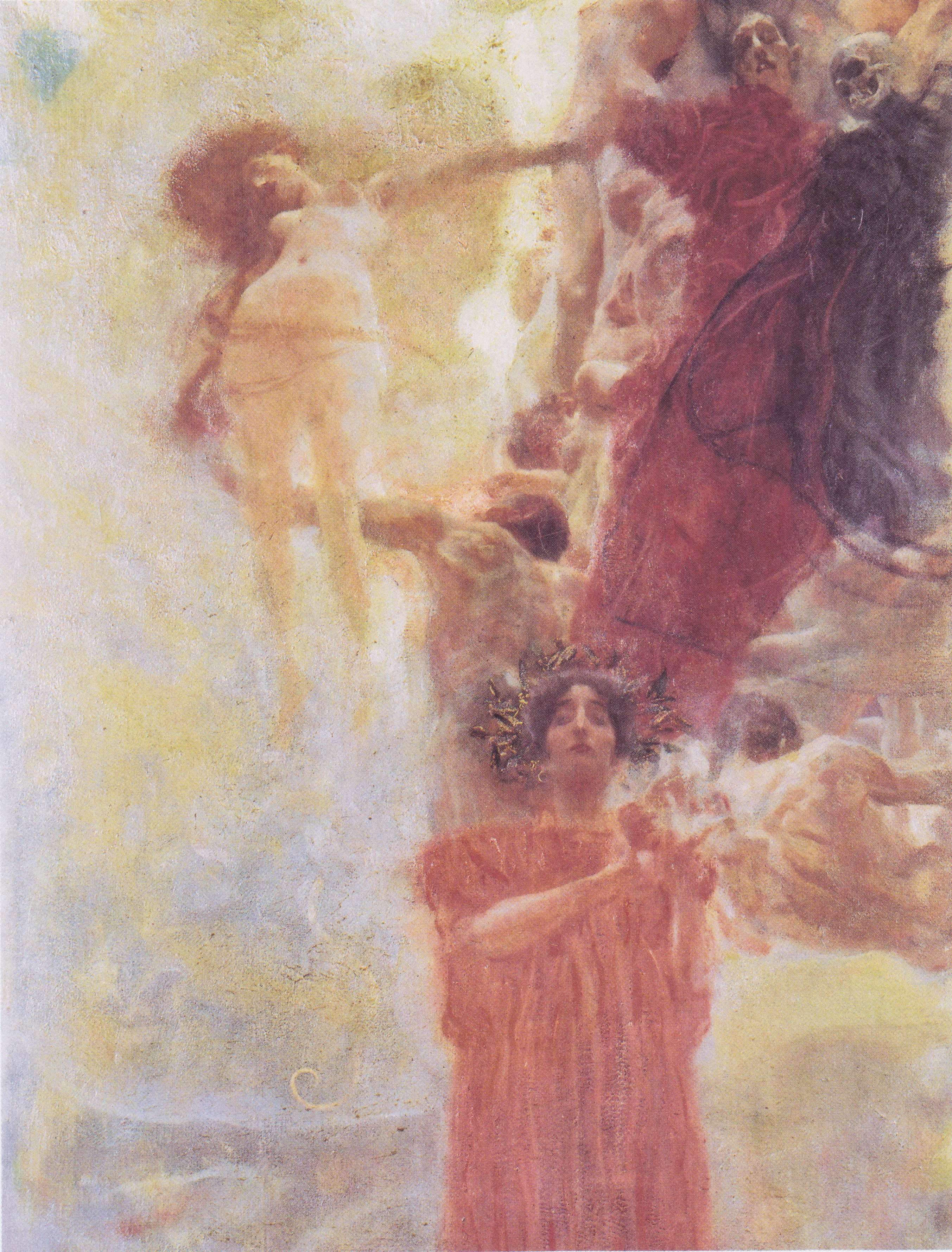
Projet de composition peinte pour La Médecine exécutée par Gustav Klimt en 1897-1898.

En 1901, lorsque Gustav Klimt soumet La Médecine aux autorités académiques et au ministère autrichien, un scandale plus important encore voit le jour. Une fois encore, la toile met en scène une humanité souffrante dans un enchevêtrement de corps nus qui traversent les différents âges de la vie à la mort représentée par un squelette. Deux personnages féminins attirent particulièrement l'attention. Il s'agit de celle qui figure au bas du tableau, habillée d'une longue tunique rouge : un serpent doré l'enlace et vient boire à sa coupe faisant d'elle une Hygie davantage prêtresse que guérisseuse,. L'autre femme se trouve en haut, à gauche de l'œuvre. Elle est représentée nue dans une position d'abandon dynamique presqu'aquatique, les bras en croix évoquant une crucifixion. Ses poils pubiens attirent le regard, le scandale n'en est que plus grand. Une fois encore, le tableau représente l'Homme subissant les outrages du temps dans une vision pessimiste. La prêtresse semble davantage prête à sacrifier plutôt qu'à guérir. Ici aussi, cette vision artistique de la Médecine ne plaira pas, ni aux instances académiques, ni à la presse dans cette Vienne fin de siècle qui entrait en friction avec le Modernisme viennois (Wiener Moderne) : 

« La médecine est le témoignage de la lutte d'un homme pour s'affranchir de la parturition et de la mort, de la souffrance de la vie, de la finalité de la mort, et le refus d'accepter l'idée que chaque naissance n'est qu'une condamnation à mort. La réaction de la faculté de l'école de médecine face au travail de Klimt n'était rien moins qu'hystérique, car ces professeurs étaient engagés dans des activités de recherche et de développement ainsi que dans une recherche positiviste de la vérité. Klimt, quant à lui, démontre dans cette œuvre que la science n'est pas une panacée pour la souffrance humaine. »

## La Jurisprudence

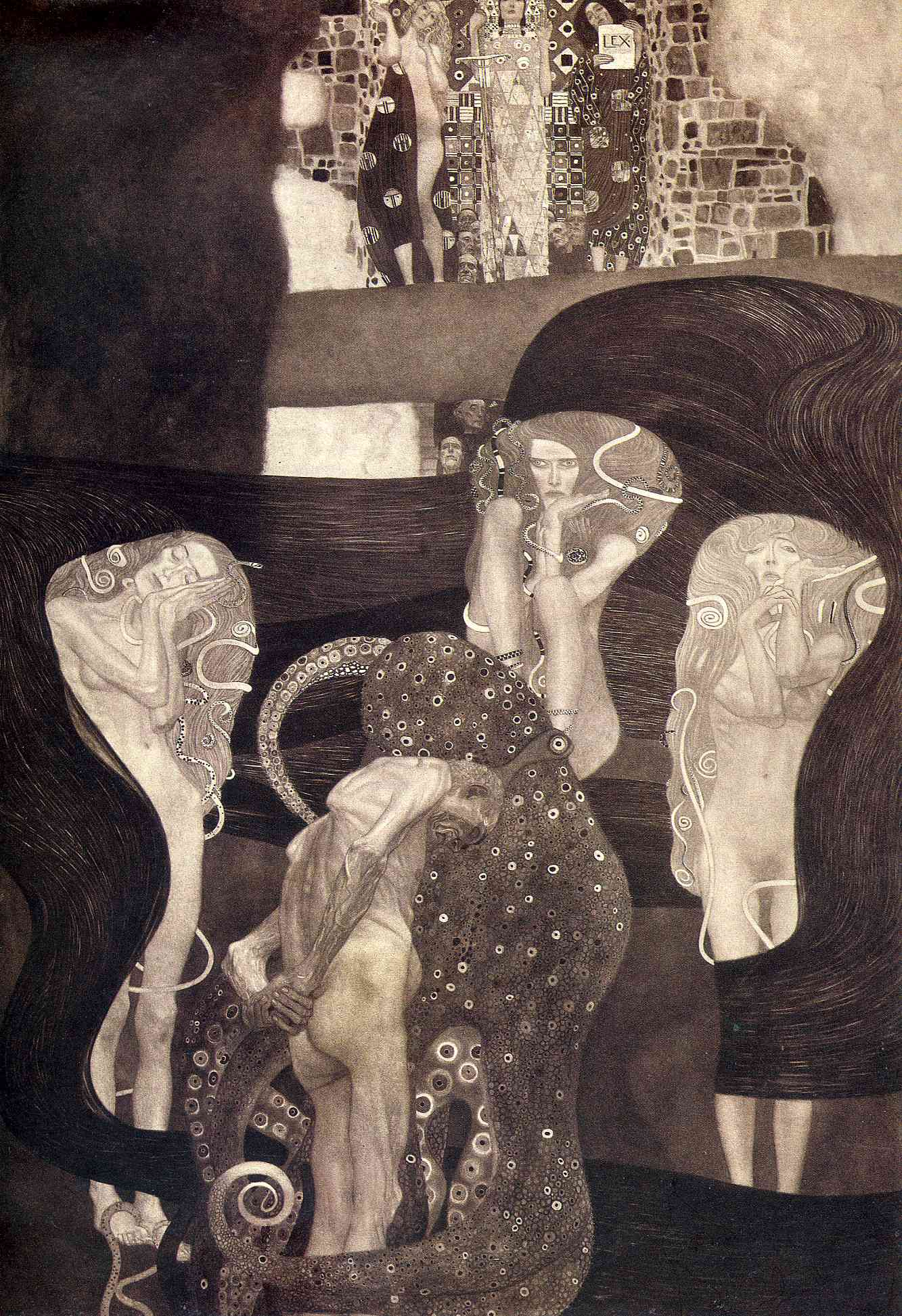
La Jurisprudence (1903-1907), état final en 1907.

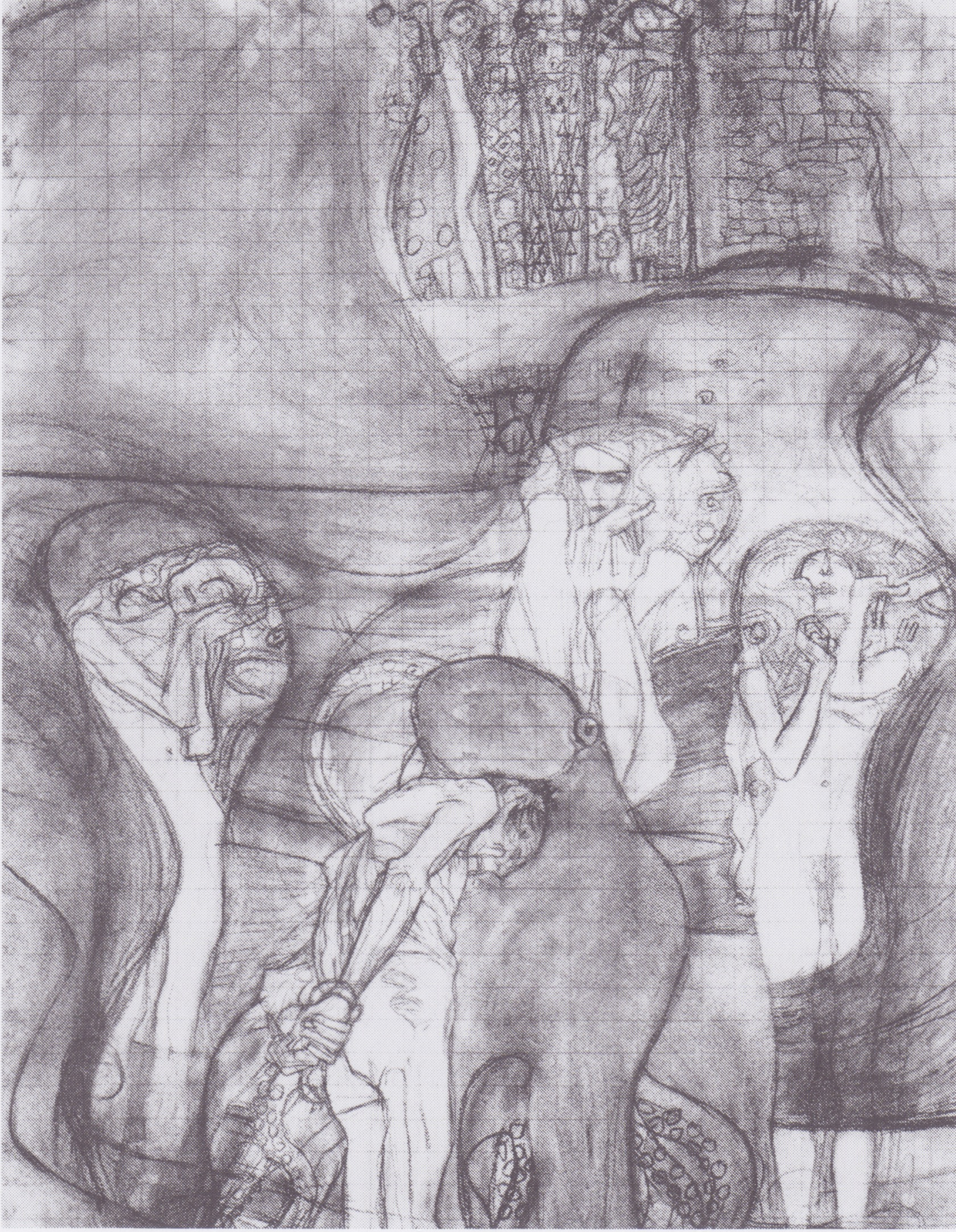
Étude pour La Jurisprudence vers 1903.

L'université avait déclaré « ne pas être opposée à la nudité ou à la liberté de l'art mais être contre l'art laid ».
Cet accueil glacial de ses deux premières œuvres se devait de recevoir une réponse. Il la présenta lors de la 18e exposition de la sécession viennoise de 1903 en dévoilant son troisième panneau : La Jurisprudence qui s'intéressera davantage à la rudesse du châtiment qu'à l'idée de Justice. Cette troisième œuvre est davantage encore en rupture avec les précédentes que dans leur continuité. C'est que Klimt ne se fait plus aucune illusion quant au fait que ses toiles n'orneront jamais le plafond de la prestigieuse université viennoise. Il ne peint dès lors pas le droit tout empreint de l'idée de justice mais plutôt, la Jurisprudence, c'est-à-dire la justice des Hommes. Le personnage central est un homme en souffrance, tourmenté par une bête tentaculaire, un kraken. Il adopte une posture de pénitent. Il est entouré de Furies tourbillonnantes. Au sommet de l’œuvre, on retrouve trois figures allégoriques : une Nuda veritas, la justice et la loi (Lex). « Elles apparaissent totémiques, statiques et indurées. Sous cette frise céleste, se déroule une scène d'horreur sous-marine ».

« Ironiquement peut-être, les pouvoirs en place ont prouvé le bien-fondé du chef-d'œuvre de Klimt, en réprimant promptement sa critique de la répression en censurant sa critique de la censure. Il ne nous reste que des cendres et un reste incolore, disparu mais pas oublié (Manderson 2015, p. 542,). »

## Les panneaux réalisés par Franz von Matsch

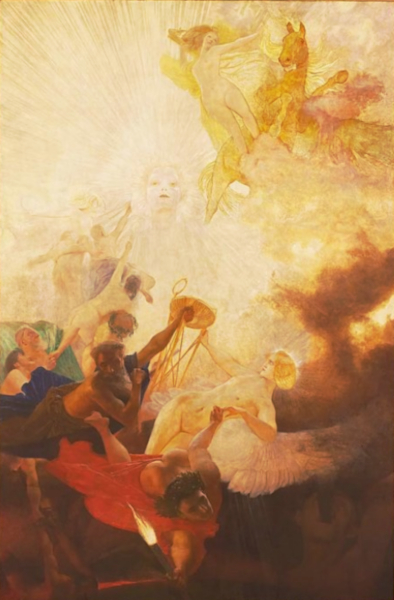
Le Triomphe de la lumière sur les ténèbres par Franz Matsch (1905)

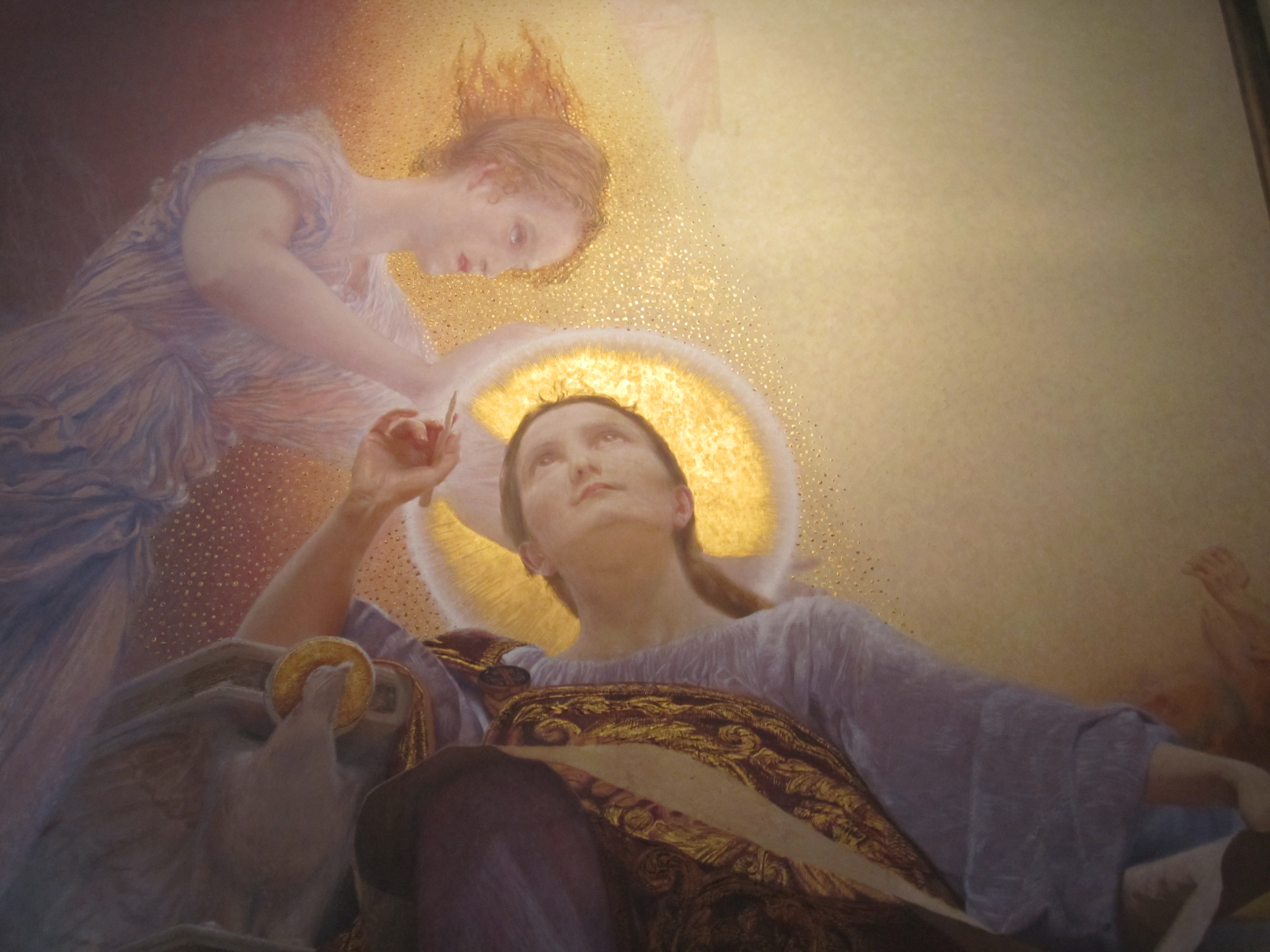
La Théologie par Franz Matsch (détail)

Le collègue et ami de Gustav Klimt qui partageait son atelier jusqu'en 1894, Franz Matsch, se voit confier la réalisation du panneau central et de l'allégorie de La Théologie. Le centre du plafond se doit de mettre en scène la victoire de la lumière sur les ténèbres (Triumph des Lichtes über die Finsternis). Après avoir soumis une épreuve, Franz von Matsch livre sa toile en 1905.
Les toiles de Matsch, plus conventionnelles, respectent davantage les attentes des instances académiques et reçoivent en conséquence un accueil favorable. La Théologie présente ainsi en son centre une figure féminine avec un nimbe . Elle tient un ustensile d'écriture dans sa main droite et pose son coude droit sur un livre porté par un oiseau agile, vraisemblablement un aigle. Sur la moitié gauche de l'image, une figure féminine flotte. Elle est dépourvue de nimbe. Sur le côté droit on aperçoit des mains tendues. La figure flottante étend ses bras vers les mains de droite. Dans la partie supérieure de l'image, on trouve l'évocation d'un Christ en croix. Les personnages sont représentés en contre-plongée.
L'université lui demande de reprendre les travaux précédemment confiés à Gustav Klimt. Il accepte dans un premier temps puis renonce à l'entreprise.
La composition centrale réalisée par Franz Matsch est placée au centre du plafond. La toile La Théologie regagne quant à elle la salle de conférence de la faculté de théologie de l'université.
Cette dernière collaboration sonnera le glas de la relation d'amitié entre Klimt et Matsch.

## Notes et références

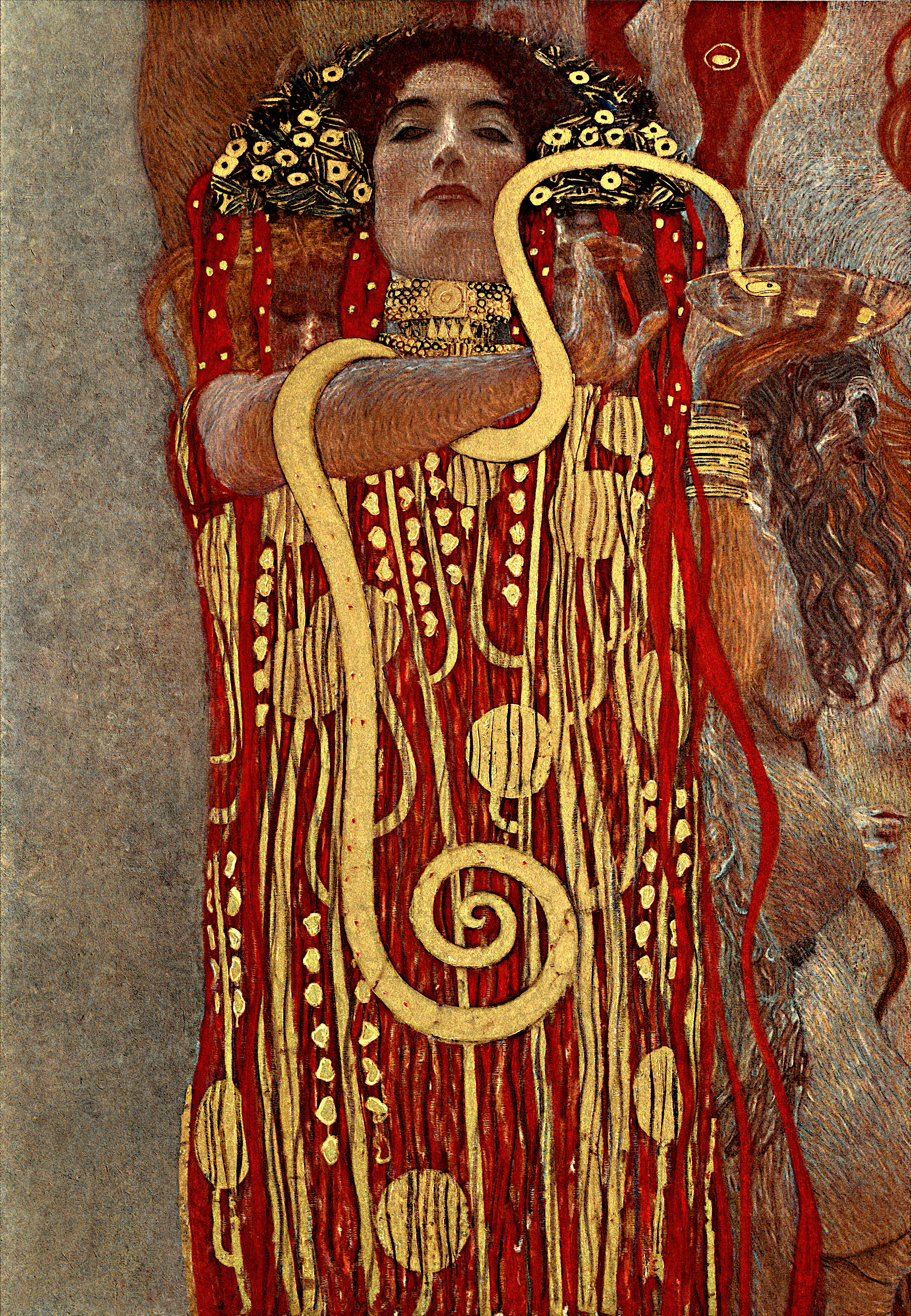
Évocation d'Hygieia en couleurs au Musée Leopold de Vienne (détail de La Médecine).